# Darryl Stephens
Darryl Stephens es un actor y autor estadounidense. Es conocido por interpretar a Noah Nicholson en la serie de televisión dramática Noah's Arc.

## Carrera
Stephens apareció en el programa de emisión nocturna Undressed de MTV, la serie de corta duración That's Life y en Red Eye de VH1. Durante el mismo período, también apareció en varios comerciales de productos como Dockers y actuó en pequeños teatros y clases de estudio de escena. También interpretó a una Greta "funked del futuro" en un revival de Hollywood de la conocida obra Bent.
Stephens tuvo papeles secundarios en las películas Seamless (con Shannon Elizabeth), Not Quite Right y Circuit. Sin embargo, su papel destacado llegó en 2004, cuando el cineasta independiente Patrik-Ian Polk lo eligió como el personaje principal de la nueva serie de televisión Noah's Arc. La intención original era que el programa se lanzara directamente en DVD después de haber recibido críticas muy favorables en varios festivales de cine. Sin embargo, en el otoño de 2005, LOGO adquirió Noah's Arc, que se estrenó el 19 de octubre.
En agosto de 2006 se televisó la segunda temporada de Noah's Arc. A finales de 2006, Stephens había interpretado papeles en la comedia Another Gay Movie y el drama Boy Culture, este último junto al recién llegado Derek Magyar.
En octubre de 2008, se estrenó una versión cinematográfica. Noah's Arc: Saltando la escoba continúa donde terminó la segunda temporada del programa y cuenta la historia del matrimonio entre el personaje de Stephens y el de Jensen Atwood.
En 2010, apareció como invitado en un episodio de Private Practice, interpretando a una mujer transgénero. Su siguiente película, estrenada en 2011, fue Bolden, una película biográfica sobre el gran músico de jazz Buddy Bolden, interpretado por Anthony Mackie. El papel de Stephens es el del cornetista Frank Lewis.
Stephens interpretó el papel recurrente de Gideon en B Positive de CBS.

## Otros
Stephens lanzó una novela autoeditada en 2011, titulada Shortcomings, que entrelaza historias cortas que había escrito anteriormente.

## Vida personal
Aunque Stephens es reacio a hablar de su vida personal, es gay y sus papeles abordan cuestiones de clasismo y sexualidad. En 2020 se convirtió en padre.

## Premios y nominaciones

### Premios Ovación
- 2011: Nominado a Actor destacado en una obra de teatro por el papel de Victoria en la producción de Bootleg Theatre de The Interloopers.